# Annie Pura
Annie Helen Pura (ur. ok. 1894 w Kaliszu, zm. 1982 w Sydney) – australijska restauratorka polsko-żydowskiego pochodzenia.  Była właścicielką restauracji Latin Café, szczególnie popularnej wśród osób LGBT i artystów, jedli tam między innymi Fritz Kreisler, Nellie Melba, Anna Pawłowa, Ezio Pinza, Artur Rubinstein, H.G. Wells i książę Filip.

## Życiorys
Annie Helen Landau urodziła się około 1894 w Kaliszu, była córką nauczyciela Jakuba Józefa Landau i Rebeki z domu Gold. Około 1900 jej rodzina wyemigrowała do Wielkiej Brytanii gdzie pracowała jako szwaczka. 21 stycznia 1912 poślubiła krawca Leona Purę, w późniejszym czasie mieli jedną córkę. Purowie przenieśli się do Australii w 1914. Leon Pura założył zakład krawiecki przy Castlereagh Street w Sydney, Helen zainwestowała w podupadłą restaurację Latin Café przy Pitt Street. W późniejszym czasie Pura wykupiła całość udziałów w restauracji od jej założyciela i szefa kuchni Emilio Cremiera, który kontynuował tam pracę na tym samym stanowisku.
Pod zarządem „Madam Pura” Latin Café stała się jedną z najbardziej popularnych restauracji w Sydney. Restauracja była odwiedzana przez osoby z bardzo szerokiego spektrum społecznego, była szczególnie popularna wśród artystów i osób LGBT, które Pura określała jako „osoby które kocham”. Jej restaurację odwiedzili między innymi Fritz Kreisler, Nellie Melba, Anna Pawłowa, Ezio Pinza, Artur Rubinstein, H.G. Wells i książę Filip. Restauracja została opisana pod zmienioną nazwą Roman Cafe w pierwszej powieści Christiny Stead „Seven Poor Men of Sydney”.  Prowadząc restaurację Pura dwukrotnie weszła w konflikt z prawem za sprzedaż alkoholu bez pozwolenia, ale popularność restauracji pozwoliła jej zapłacić wysokie kary i kontynuować działalność.
Helen Pura była bardzo popularną postacią w ówczesnym Sydney, jej podróże i powroty były odnotowywane w prasie, podobnie jak zaręczyny jej córki Pearl.
Pura zamknęła restaurację po śmierci Cremiera w 1953. W 1945 rozwiodła się z mężem. Zmarła 12 marca 1982 w Darlinghurst.